# Сулайман (Манса Мали)
Сулайман Кейта (манд. Sulayman араб. منسا سليمان‎; XIV век — 1360) — манса империи Мали в 1341—1360 гг. Он взошел на трон после смерти своего брата Мансы Мусы, прославленного на весь мир благодаря своему паломничеству в Мекку и невероятному богатству, которое он продемонстрировал во время путешествия. Правление Сулаймана отмечалось сохранением стабильности и процветания империи. В этот период экономика Мали продолжала опираться на золотую торговлю, и ислам оставался центральным элементом культуры и политики.
Ибн Баттута, исследователь из султаната Маринидов, отправился в Мали в 1352 году, чтобы посетить двор Сулаймана. Его отчет о путешествиях, Тухфат ан-Нуззар, представляет собой наиболее подробный из известных рассказов из первых уст о Малийской империи в ее расцвете.

## Биография

### Происхождение и восхождение на трон
Манса Сулайман происходил из династии Кейта, правившей Мали с момента основания империи Сундиатой Кейта в XIII веке. Дедом Сулаймана был Абу Бакр, брат Сундиаты Кейта. Сулайман был братом Мансы Мусы, который стал одним из самых известных правителей Мали благодаря своей щедрости и тому, что сделал империю известной за пределами Африки.
После смерти Мансы Мусы в 1337 году, власть перешла его сыну Магану, который правил недолго. По ряду причин, связанных с политической борьбой и возможно интригами при дворе, Маган потерял трон, и Манса Сулайман стал следующим правителем. Точный механизм перехода власти остается спорным среди историков, возможно Сулайман поднял восстание и узурпировал власть, но известно, что к 1341 году Сулайман уже занимал трон.

### Манса Мали
Вскоре после восшествия на престол Сулайман получил подарки от Абу аль-Хасана, султана Маринидов, которые он послал в ответ на делегацию, которую Муса послал ему после завоевания Маринидами Тлемсена в 1337 году. В 1348 или 1349 году, после завоевания Маринидами Ифрикии, Сулайман отправил еще одну делегацию к Абу аль-Хасану, чтобы поздравить его. Манса Сулайман получил наследие в виде одной из крупнейших и богатейших империй Африки. В его правление характеризовалось сохранением прежнего богатства и поддержание стабильности как внутри страны, так и на её внешних рубежах. Внутри империи Сулайман упрочил власть центрального правительства, продолжив политику поощрения торговли и развития ремесел, которые приносили большие доходы в казну. Империя Мали, как и ранее, находилась в центре торговых путей, связывающих север Африки с субсахарскими регионами и получала большие доходы с торговли, строя в Ниани королевский квартал. Его брат Манса Муса сделал ислам официальной религией при дворе и активно способствовал распространению этой веры среди населения. Сулайман продолжил эту традицию, поддерживая религиозных учёных и строя мечети. В 1352—1353 до империи дошла Чёрная смерть.
После смерти Абу аль-Хасана в 1351 году двор Сулаймана устроил поминальный пир в его честь в 1352 году, на котором присутствовал марокканский исследователь Ибн Баттута, который прибыл в Мали недавно. Два месяца спустя, во время Рамадана, Ибн Баттута пожаловался Сулайману на скудность подарка, который он первоначально получил от него, и Сулайман организовал для Ибн Баттуты размещение и подарок в виде золота. Пока Ибн Баттута был в Мали, Сулайман заключил в тюрьму свою главную жену Кассу и заменил ее одной из своих других жен — Банджу. В отличие от Кассы, Банджу не была королевской крови. Столкнувшись с критикой со стороны своего двора, Сулайман обвинил Касу в заговоре с целью его свержения с изгнанным членом королевской семьи по имени Джатиль, который был сыном Магхи. Сулайман получил признание от одного из рабов Кассы, и суд вынес смертный приговор Кассе, которая искала спасения у хатиба.
Экономика империи Мали при правлении Мансы Сулаймана была на своём пике, в первую очередь благодаря торговле золотом и солью. Мали контролировала одни из крупнейших месторождений золота в мире, что делало её важным торговым партнёром для североафриканских государств. Манса Сулайман активно поддерживал развитие её добычи. Он обеспечил безопасность торговых путей, что позволило увеличить поток товаров через территорию империи. Многочисленные караваны проходили через Сахару, связывая Мали с городами Магриба и Средиземноморья. Торговля солью, которую добывали на севере, также приносила значительные доходы казне. Империя Мали при Сулаймане поддерживала тесные торговые отношения с Магрибом, в частности с городами Марокко и Туниса. Кроме золота и соли, через территорию Мали проходили товары, такие как слоновая кость, рабовладельческие караваны и различные ремесленные изделия.
Сулайман продолжал вести дипломатические переговоры с султанатом Маринидов и готовил еще одну делегацию с подарками для султана, когда тот умер. Ему наследовал его сын Каса, который правил всего девять месяцев. Вскоре после смерти Сулаймана началась гражданская война, и внучатый племянник Сулаймана Джата, сын Магхи, тот же Джатиль, который замышлял свергнуть Сулаймана в 1352—1353 годах — захватил власть.

## Наследие
Правление Мусы и Сулаймана считается вершиной могущества Малийской империи. Ибн Баттута положительно отзывался о безопасности империи Мали во время правления Сулаймана, отмечая, что не было необходимости беспокоиться о ворах. Однако наследие Сулаймана пострадало от неблагоприятных сравнений с его более известным братом, и Ибн Баттута описал его как «скупого царя, от которого нельзя ожидать больших пожертвований». Конец правления Сулаймана считается началом упадка империи Мали.